# République d'Afghanistan (1973-1978)
Pour les articles homonymes, voir République d'Afghanistan.
1973–1978
Entités précédentes :
- Royaume d'Afghanistan

Entités suivantes :
- République démocratique d'Afghanistan

La république d'Afghanistan (en pachto : د افغانستان جمهوریت) était de 1973 à 1978 le nom officiel de l'Afghanistan.

## Histoire
La république succède au royaume d'Afghanistan (1926-1973), par un coup d'État non violent qui dépose le roi Mohammad Zaher Shah. Elle est dirigée par le président Mohammed Daoud Khan, qui est connu pour ses politiques progressives en ce qui concerne la modernisation du pays.
Le régime est renversé en 1978 par une révolution communiste, appelée la « révolution de Saur », qui met en place la république démocratique d'Afghanistan.  
Cependant, dès 1979, débute une guerre civile qui dure jusqu'à l'effondrement du régime en 1992 et la victoire des Moudjahidines qui établissent l'État islamique d'Afghanistan.